# Garaje de TASA
El garaje de TASA es un edificio situado en el cruce que forma el camino del Grao con la carretera de Alicante en la localidad de Gandía (Valencia), España.
El emplazamiento del edificio es inmediato a la salida sur de la ciudad, por tanto su visión aparece nada más cruzar el puente de entrada a Gandía viniendo desde Alicante. 
El arquitecto Alfonso Fungairiño Nebot proyecta en 1934 un edificio que consiste básicamente en una estación de servicio con un taller de reparaciones y un garaje para automóviles en planta baja; la primera planta para oficinas y las tres plantas restantes, para viviendas.

## Descripción
La estación de servicio queda emplazada en la esquina más importante, inmediata a las dos grandes vías de circulación que allí cruzan, y se desarrolla con dos pistas de radios calculados para la fácil maniobra de grandes vehículos. El taller de reparaciones y el garaje tienen su acceso en la esquina recayente a la calle transversal secundaria, reciben la iluminación a través de esta calle y comparten un espacio que se desarrolla a lo largo de 40 metros de profundidad. El resultado es de una gran diafanidad, puesto que la planta queda liberada por el desplazamiento hacia la fachada de los núcleos de escaleras y por la esbeltez de los pocos soportes que recaen en planta baja. 
Las viviendas se disponen a partir de la segunda altura según el siguiente sistema de agregación; sobre la estación de servicio en el chaflán principal se emplazan cuatro viviendas en dos plantas, dos por planta servidas cada una de ellas por su propio núcleo de escaleras. Las quince restantes ocupan la línea de fachada de la calle posterior y se disponen en tres plantas, cinco por planta, con dos núcleos de escaleras que sirven a dos viviendas por planta y otro que sirve a una vivienda por planta.
La volumetría del edificio plantea una resolución de esquina principal basada en la contraposición de planos cóncavos y convexos, ya que en planta baja los cerramientos se inscriben en un plano cóncavo, y generan un espacio donde se alojan los surtidores. Este espacio contrasta con su cubierta que, por el contrario, es convexa, al igual que la primera planta de oficinas. En la parte superior el plano que conforma la esquina vuelve a ser cóncavo, y genera un gran espacio delimitado en su parte inferior por las terrazas de la primera planta, que se ganan para las viviendas, y lateralmente, por pequeños cuerpos cilíndricos que corresponden a las plantas de vivienda. El remate lo constituye una cornisa donde se aloja el rótulo del garaje centrado en el chaflán. El tratamiento de las fachadas posibilita una lectura inmediata del edificio. Las plantas se inscriben en bandas horizontales separadas por las líneas correspondientes a los cantos de forjado que se diferencian de las primeras cromáticamente y recorren todo el perímetro del edificio, incluyendo los cantos de los balcones. Los núcleos de escaleras interrumpen estas bandas, y se manifiestan en la planta de cubiertas creando una interesante solución de remate a modo de serie de volúmenes cúbicos emergentes. La fenestración se resuelve según una serie regular de huecos iguales apoyados en las bandas horizontales antes descritas. La síntesis de estos elementos crea una imagen del edificio de gran riqueza plástica con una destacada interacción de volúmenes y una fuerte expresividad; que no llega a ser truncada por los condicionantes funcionales.
La obra queda materializada según un lenguaje moderno donde el autor retoma las referencias a elementos náuticos empleadas en su trabajo junto a Javier Goerlich sobre el Club Náutico de Valencia; y en este caso son bastante abundantes; balcones curvos que recuerdan a popas, huecos circulares como ojos de buey o el tratamiento de las barandillas resueltas con perfiles de tubo horizontales. La formalización de las fachadas en bandas, el juego de volúmenes sencillos o los paramentos cilíndricos son elementos racionalistas que vienen a reforzar esta idea.